# 蠹蟲
蠹魚（學名：Lepisma saccharina），俗稱蠹蠹、蠹蟲、白魚、壁魚、赤木蟲、書蟲或衣魚，古名蛃或蟫，是一種靈巧、怕光、怕空氣擾動的昆虫，身體呈銀灰色，因此也有白魚的稱號，嗜食糖類及澱粉等碳水化合物，牠的體型細長，無翅，身體上佈滿了鱗片，口器為咀嚼式。
衣魚在昆蟲界的分類是：衣魚目（由被取消的總尾目劃分出來）；是地球上最原始的昆蟲之一，在地球上已經出現約三億年。

## 外形
不計肢體，衣魚的身長約1釐米。觸角又長又嫩，只有三節體節有足；脫皮三次後，銀灰色的鱗片便會長成，使其身體帶有一種金屬般的光澤。
頭部有細長30節以上的絲狀觸角，多數有明顯的小型複眼；腹部有三對能疾走、跳躍的腳，行動敏捷；尾部有三根尾巴，因此以前所屬的目，被稱為「總尾目」或「纓尾目」（現今歸類為衣魚目）。

## 生長
按不同生活環境而定，衣魚從幼蟲變成蟲需要至少四個月的時間，有時候發育期會長達三年。在室溫環境下，大概一年就發育為成蟲，壽命約為兩到八年。一條衣魚的一生裡會經歷大約八次脫皮；不過衣魚不斷生長，一年脫皮四次也不足為奇。當溫度在攝氏25至30度，雌蟲就會在物件的裂縫裡產大約一百顆卵，當溫度過高，衣魚也無法存活；在寒冷或乾燥的環境下，衣魚是不會交配的。衣魚較喜好於潮濕的環境下生殖。

## 食物
衣魚愛好的食物為充滿澱粉質或多糖的物品，如：膠水裡的葡聚糖、漿糊、書籍裝訂物、照片、糖、毛髮、泥土、蛋白質、墻紙等。對棉花、亞麻布、絲和人造纖維等也毫不抗拒，甚至連其他昆虫屍體、自己脫的皮也是照吃如饴。飢餓時甚至連皮革製品、人造纖維布匹等也吃。但只要水分充足，衣魚能夠捱餓數個月，身體機能也不會受任何傷害。

## 生活環境

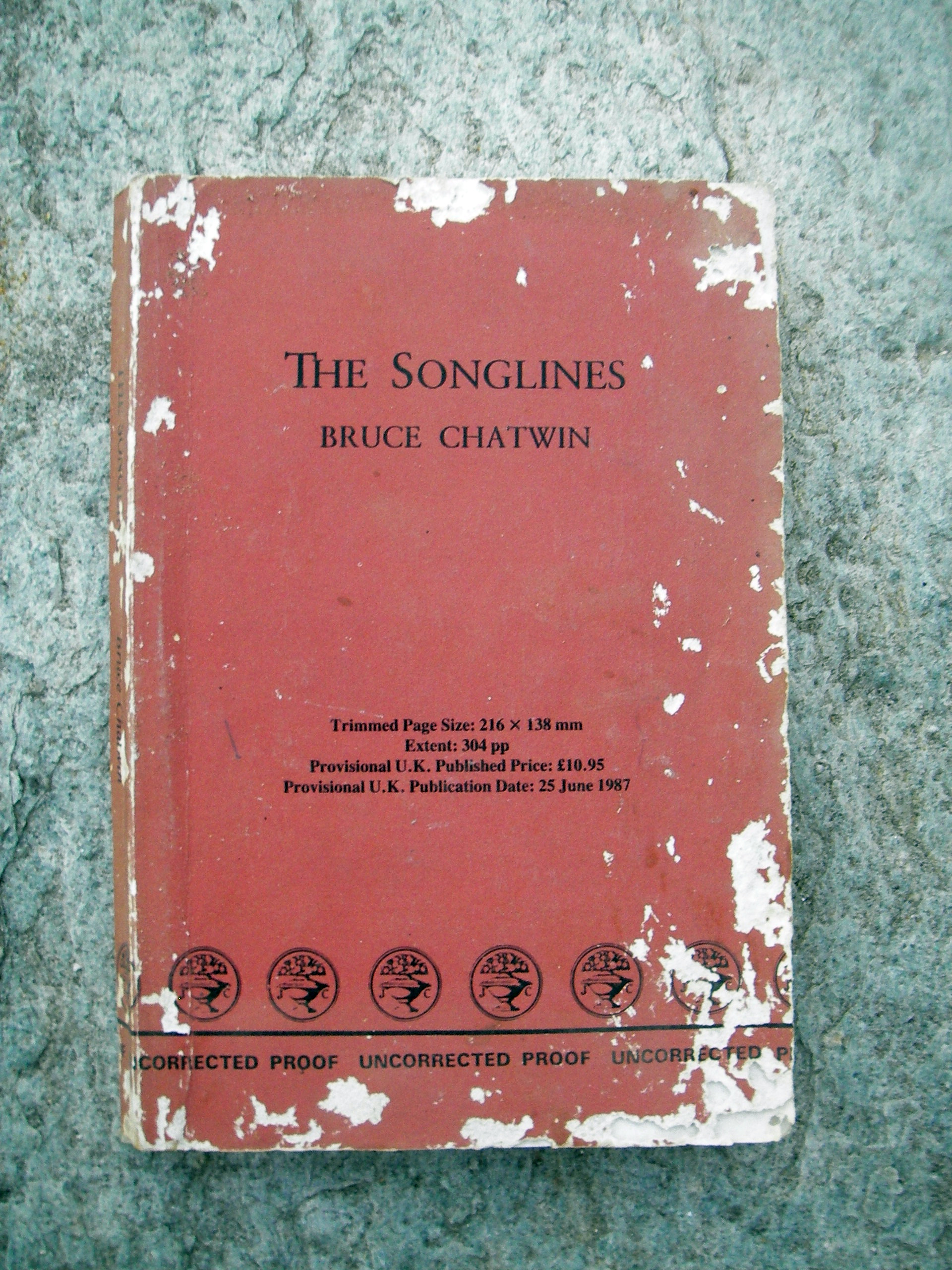
被衣鱼损坏的书

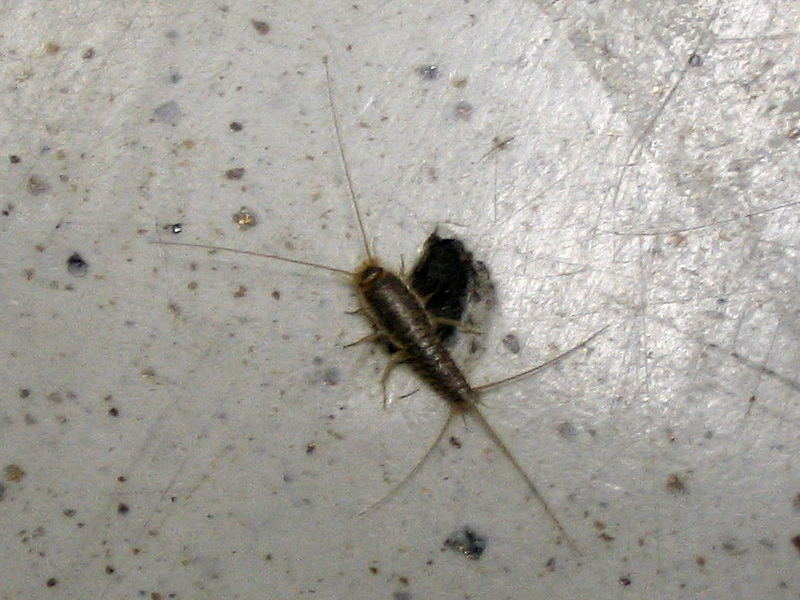
體形較為巨大的衣魚

如斑衣魚（Thermobia domestica）一樣，衣魚出沒於人類聚居地。家居裡的各種地方，如冰箱底部、開暖气的浴室、地磚的裂縫裡都可能會有衣魚的蹤影。衣魚喜歡咬破書籍、纖維及纺织品。而斑衣魚則喜歡如麵包店等更溫暖的環境，牠們非常喜歡進食麵粉和麵包，不過也會進食動物製品。

## 繁殖

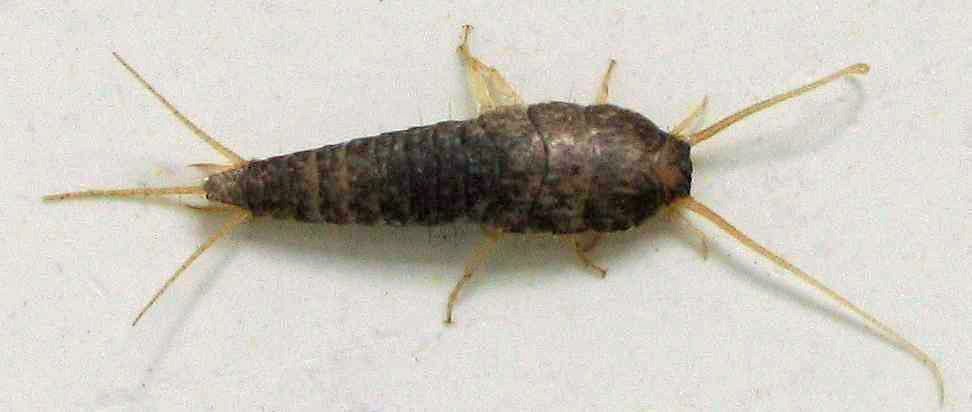
一條脫皮不到三次的衣魚，並沒有銀色光澤

交配時，雄蟲跟雌蟲會到處竄動。雄蟲會產下一個用薄紗包住的精囊；由於生理狀態成熟，雌蟲會找到該精囊，拾取作受精用。

## 天敵
衣魚為防止蜘蛛、蠅虎等天敵捕食，停息時總是不停地擺動著尾梢，誘使天敵將注意力集中到尾梢上來，當尾巴被天敵抓住，分節的尾毛即斷掉，主身體便可乘機逃脫。

## 防治
衣魚雖然對人類生活造成滋擾，但其實不會影響人的健康。
在建築物裡，衣魚必須要有潮濕及有空隙的環境才能生存；只要環境乾燥、建築物沒有裂縫，衣魚就會自然消失。以下一些撲滅或消除衣魚的方法，雖然有效，但都是治標不治本的：
- 混合比例為1:1的硼砂和砂糖，能有效殺除衣魚。
- 氯化铵水的氣味應該能於24小時內驅趕衣魚。
- 若要捕捉衣魚，將石膏粉灑在浸濕的白棉布上，隔夜放在房間一角，放的地方要接近衣魚的藏身處。
- 在衣魚藏身處旁邊放一塊木板，板上再放一顆稍微磨碎的馬鈴薯；衣魚晚上出沒時就會鑽進馬鈴薯裡面大快朵頤，次天早上，你就可以把馬鈴薯連同衣魚一起丟掉。
- 使用樟腦丸（或萘丸）可以讓衣魚不敢靠近。

在中國古代，讀書人家會將一種叫芸香草的植物放在自己的書櫃，能夠驅除書蟲，且會發出一種淡淡的清香，所以一直到今還在延續“書香門第”這一說法。
現代人驅除書蟲用樟腦丸，或香薰精油，也有人用乾辣椒粉和蒜頭。書蟲名稱又叫書蠹，書蠹是蠹蟲龐大家族的一種。

## 延伸阅读
[在维基数据编辑]
 《欽定古今圖書集成·博物彙編·禽蟲典·蠹部》，出自陈梦雷《古今圖書集成》
 《欽定古今圖書集成·博物彙編·禽蟲典·衣魚部》，出自陈梦雷《古今圖書集成》

## 外部連結
- Silberfische bekämpfen
- 紙質文物害蟲衣魚  衣魚生活史 卵-若蟲-成蟲
- （页面存档备份，存于）夏滄琪、黃俊翰 (2010)。搶救蟲蟲危機！紙質文物害蟲之物理防治：以灰衣魚為例。臺灣圖書管理季刊。6，21-43。